# Sciophila tristis
Sciophila tristis är en tvåvingeart som beskrevs av Jacques-Marie-Frangile Bigot 1888. Sciophila tristis ingår i släktet Sciophila och familjen svampmyggor. Inga underarter finns listade i Catalogue of Life.